# رايموند سكوت
رايموند سكوت (بالإنجليزية: Raymond Scott)‏ هو عازف بيانو وكاتب أغاني ومهندس الصوت وملحن ومهندس أمريكي، ولد في 10 سبتمبر 1908 في بروكلين في الولايات المتحدة، وتوفي في 8 فبراير 1994 في فان نويس في الولايات المتحدة.

## وصلات خارجية
- الموقع الرسمي
- رايموند سكوت على موقع IMDb (الإنجليزية)
- رايموند سكوت على موقع الموسوعة البريطانية (الإنجليزية)
- رايموند سكوت على موقع ميوزك برينز (الإنجليزية)
- رايموند سكوت على موقع قاعدة بيانات برودواي على الإنترنت (الإنجليزية)
- رايموند سكوت على موقع إن إن دي بي (الإنجليزية)
- رايموند سكوت على موقع أول ميوزيك (الإنجليزية)
- رايموند سكوت على موقع ديسكوغز (الإنجليزية)
- رايموند سكوت على موقع قاعدة بيانات الفيلم (الإنجليزية)